# Сера д'Ајело
Сера д'Ајело (итал. Serra d'Aiello) је насеље у Италији у округу Козенца, региону Калабрија.
Према процени из 2011. у насељу је живело 450 становника. Насеље се налази на надморској висини од 366 м.

## Становништво
Према резултатима пописа становништва 2011. у општини је живело 549 становника.
| 1931. | 1936. | 1951. | 1961. | 1971. | 1981. | 1991. | 2001. | 2011. |
| ----- | ----- | ----- | ----- | ----- | ----- | ----- | ----- | ----- |
| 727   | 785   | 883   | 926   | 815   | 918   | 1.076 | 878   | 549   |